# Pinscher

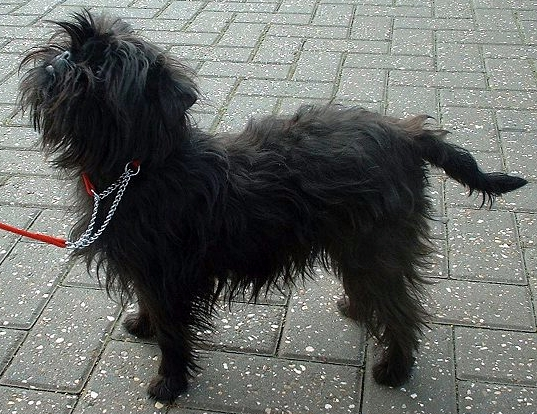
Affenpinscher.

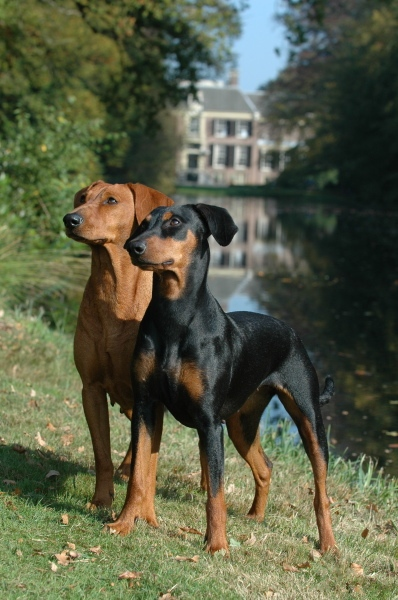
Dos pinscher alemanes.

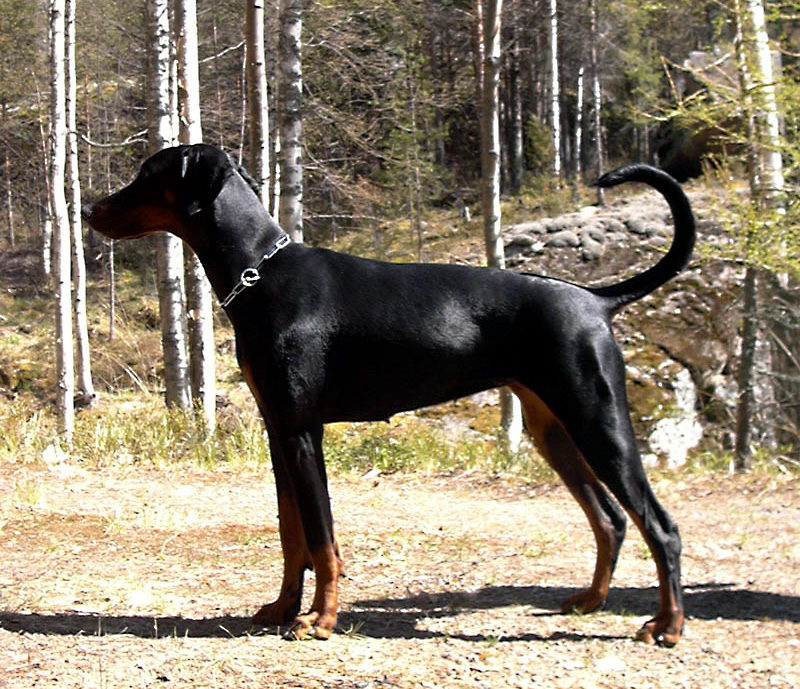
Doberman pinscher.

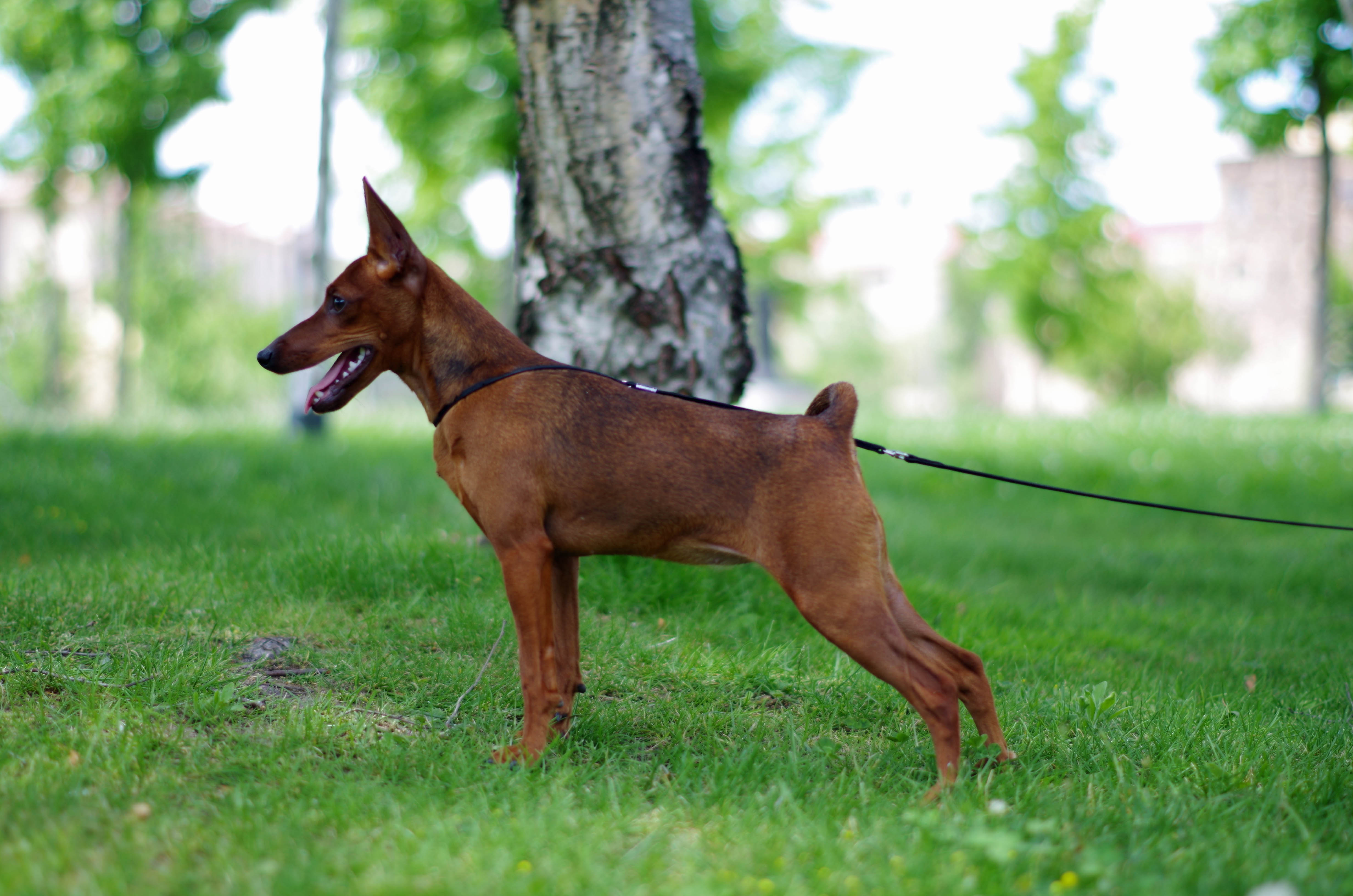
Pinscher miniatura europeo.

El pinscher es un tipo de perro desarrollado originalmente para el cuidado de granjas y la guardia, aunque al día de hoy se encuentran casi únicamente como perros de compañía.

## Etimología
El American Heritage Dictionary describe a «pinscher» como una palabra de origen alemán, que significa ‘mordedor’. La palabra pasó al idioma inglés como pinch, en referencia al corte que tradicionalmente se les hacía en las orejas para evitar ser mordidos por otros animales
El Online Etymological Dictionary refiere el comienzo del uso de la palabra a 1896.

## Razas
La Federación Cinológica Internacional reconoce las razas pinscher en el grupo 2: Pinscher y Schnauzer - Molosos tipo montaña y son:
- Dóberman (no. 143)
- Pinscher alemán (Deutscher Pinscher, no. 184)
- Pinscher miniatura (Zwergpinscher, no. 185)
- Affenpinscher (no. 186)
- Pinscher austriaco (Österreichischer Pinscher, no. 64)
- Perro de granja danés y sueco (Dansk-Svensk Gårdshund, no. 356)

En cualquier caso, puede haber otros perros de caza relacionados con los que se llama pinscher no reconocidas por la FCI. Además, criadores y clubs han creado razas del mismo nombre.